# Фридрих Карл (Вид)
Фридрих Карл фон Вид-Нойвид (на немски: Friedrich Karl zu Wied; * 25 декември 1741, замък Хахенбург; † 1 март 1809, Хайделберг) е вторият княз на Вид и граф на Изенбург.

## Биография
Той е син на Йохан Фридрих Александер фон Вид-Нойвид (1706 – 1791), първият княз на Вид, граф на Изенбург, господар на Рункел, и съпругата му бургграфиня Каролина фон Кирхберг (1720 – 1795), дъщеря на бургграф Георг Фридрих фон Кирхберг (1683 – 1749) и графиня София Амалия фон Насау-Саарбрюкен (1688 – 1753).
Фридрих Карл следва в Ерланген и Гьотинген, обаче страда от меланхолия. След женитбата му през есента на 1766 г. той води разбулен живот, има една метреса, издава множество ръкописи, създава манифактури и прави дългове.
След смъртта на баща му през 1791 г. Фридрих Карл го наследява като втори княз на Вид. През 1791 г. той премахва крепостничеството във Вид-Нойвид. През 1793 г. той бяга в Саксония заради Френската революция, по-късно се установява във Франкфурт, а през 1797 г. се завръща във Вид. Отказва да се присъедини към Рейнския съюз и през 1802 г. предава княжеството на своя син Йохан Август Карл. По това време съпругата му се развежда с него. Бившият княз пътува във Франция и накрая умира през 1809 г. в Хайделберг.

## Фамилия
Фридрих Карл се жени на 26 януари 1766 г. в Берлебург за графиня Мария Луиза Вилхелмина фон Сайн-Витгенщайн-Берлебург (* 13 май 1747; † 15 ноември 1823), дъщеря на граф Лудвиг Фердинанд фон Сайн-Витгенщайн-Берлебург (1712 – 1773) и графиня Фридерика Кристина София фон Изенбург-Бюдинген-Филипсайх (1721 – 1772). Те имат десет деца:
- Клеменс Карл Фридрих Лудвиг Вилхелм (1769 – 1800)
- Кристиан Фридрих (1775 – 1800), убит в Нидералтайх
- Йохан Август Карл (1779 – 1836), женен I. 1812 г. за принцеса София Августа фон Золмс-Браунфелс (1796 – 1855), II. за Хенриета фон Добенек (1781 – 1846)
- Лудвиг Георг Карл (1780 – 1781)
- Максимилиан Александер Филип (1782 – 1867), пруски генерал-майор и изследовател
- Хайнрих Виктор (1783 – 1812), австрийски офецер (1801 – 1811), убит 1812 в Испания
- Карл Емил Фридрих Хайнрих (1785 – 1864), дава с Луиза рисунки за изданията на Максимилиан
- Мария Каролина Кристиана (1771 – 1803)
- Луиза Филипина Шарлота (1773 – 1864), дава с Карл рисунки за изданията на Максимилиан
- Антоанета Шарлота Виктория (1776 – 1777)

## Произведения на Фридрих Карл фон Вид-Нойвид
- Friedrich Carl zu Wied–Neuwied: Vorschläge, Waisenhäuser vorteilhaft zum Glücke vieler Menschen einzurichten, auch mit geringen Kosten. Fleischer, Frankfurt 1787.
- Fürst Friedrich Carl Wied: Abdruck eines Pro memoria, welches der regierende Fürst zu Wied-Neuwied selbst verfasset und durch den Prokurator Wickh bey dem K.R. Kammergericht mit 24 vidimirten Beylagen im Junio 1792 übergeben lassen; Seine Vergleiche mit seinen Unterthanen und einige falsche Angaben betreffend. 1792 Digitalisat